# شیمی دارویی

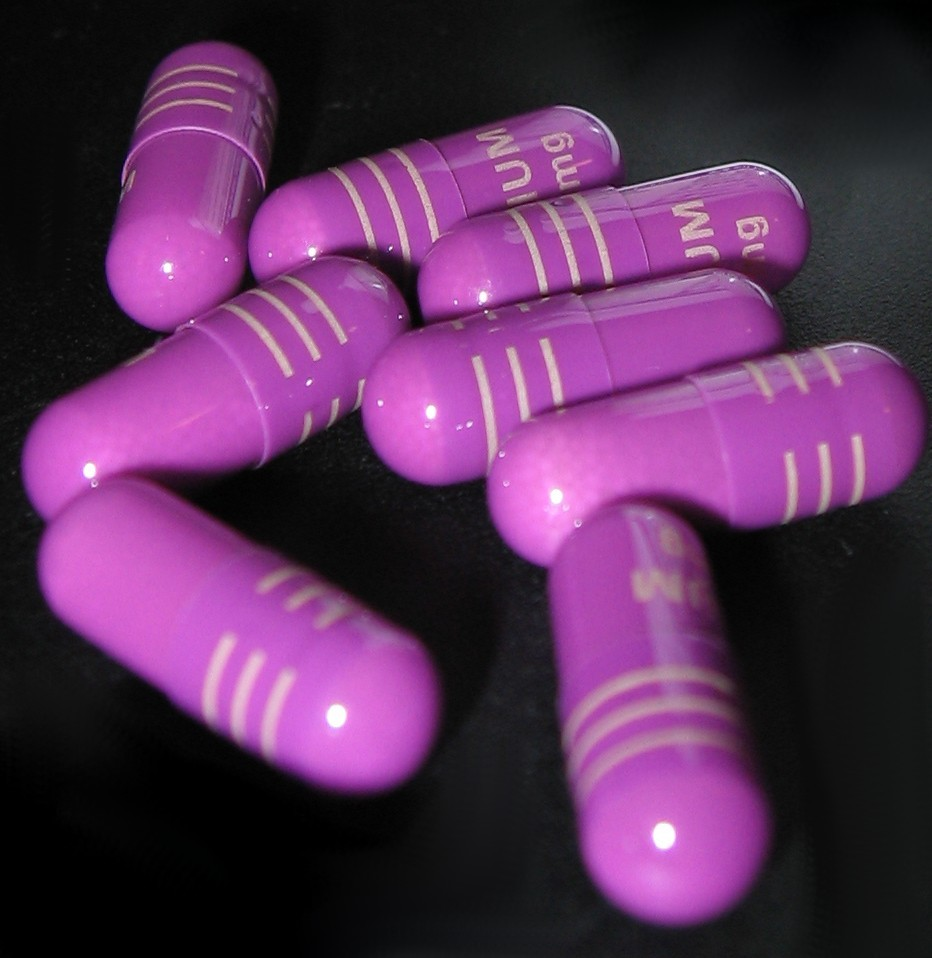
نکسیوم یک مهارکننده‌های پروتون پمپ است و برای کاهش تولید اسید معده استفاده می‌شود..

شیمی دارویی (به انگلیسی: Medicinal Chemistry یا Pharmaceutical Chemistry) نام شاخه‌ای از دانش بنیادین شیمی است که به بررسی و استفاده از ترکیبات شیمیایی با هدف درمان، در سیستم‌های زیستی می‌پردازد.
شیمی دارویی درباره کشف، سنتز و تکوین، شناسایی و تفسیر روش اثر ترکیبات فعال زیستی در سطح مولکولی بحث می کند و تاکید آن عمدتاً بر داروها می باشد.
این دانش از دانش‌های پایه در داروسازی به‌شمار می‌رود و بخش گسترده‌ای از داروها از مطالعات در این زمینه حاصل می‌شوند.
تاریخ معرفی شیمی دارویی به عنوان علم
اولین فارماکوپه در قرن ۱۶ و قرنهای بعد منتشر شد. گنجینه عوامل دارویی سرشار از داروهای جدید با منشأ گیاهی و معدنی معرفی شدند. در اواخر قرن ۱۹، شیمی دارویی با کشف «پل ارلیش» که او را پدر شیمی درمانی جدید می‌نامند، در ارتباط با اینکه ترکیبات شیمیایی در برابر عوامل عفونی ویژه‌ای از خود سمیت انتخابی نشان می‌دهند، دچار یک تحول شگرف شد.
در همین دوران، «امیل فیشر»، نظریه قفل و کلید را که یک تغییر منطقی برای مکانیسم عمل داروها بود، ارائه داد. تحقیقات بعدی ارلیش و همکارانش، منجر به کشف تعداد زیادی از عوامل شیمی درمانی جدید شد که از آن میان ، آنتی‌بیوتیک‌ها و سولفامیدها، از همه برجسته‌تر بودند.

## زیرشاخه‌ها
- شیمی آلی دارویی، میان‌رشته‌ای از شیمی آلی و شیمی دارویی است که بیشتر بر سنتز داروهای آلی متمرکز است.
- شیمی معدنی دارویی، میان‌رشته‌ای از شیمی معدنی و شیمی دارویی است که در آن با استفاده از ترکیبات فلزی مخصوصاً فلزات واسطه، به درمان بیماری‌ها پرداخته می‌شود.
- زیست‌شیمی دارویی، میان‌رشته‌ای از زیست‌شیمی و شیمی دارویی است که به برهم‌کنش‌های شیمیایی میان دارو و سیستم زیستی می‌پردازد.
- شیمی‌فیزیک دارویی، میان‌رشته‌ای از شیمی‌فیزیک و شیمی دارویی است که به بررسی خواص فارماکوکنیتیکی و فارماکودینامیکی داروها می‌پردازد.
- شیمی سرطان، میان‌رشته‌ای از سرطان‌شناسی و شیمی دارویی است که بر ساخت داروهای ضدسرطانی تمرکز دارد.

## شیمی پزشکی
بسیاری از کاربردهای شیمی در دانش پزشکی، مربوط به داروها نیست. در این میان تابش‌درمانی، تشخیص پزشکی و شیمی سلولی از مهمترین این زمینه‌ها می‌باشند. اما چون از دیرباز عبارت Medicinal Chemistry در زبان فارسی با عبارت شیمی دارویی ترجمه شده‌است، شیمی پزشکی با شیمی دارویی (به انگلیسی: Pharmaceutical Chemistry) در آن زبان، با معنای تلفیقی به کار برده می‌شوند.